# Houžná
Houžná (německy Hüblern) je malá vesnice, část obce Lenora v okrese Prachatice v Jihočeském kraji. Nachází se asi 1,5 kilometru západně od Lenory, při ústí Houženského potoka do řeky Teplé Vltavy. Prochází zde silnice I/39. Je zde evidováno 35 adres. V roce 2011 zde trvale žilo 41 obyvatel.
Houžná je také název katastrálního území o rozloze 4,43 km².

## Historie
Houžná vznikla při osidlování Lenorska ve dvacátých letech 18. století. Byla založena roku 1735. Původní název Hüblern pochází zřejmě z pozůstatků po těžbě zlata – kopečků, sejpů nazývaných hübln. V roce 1790 zde již stálo 19 domů. Do roku 1910 se obec rozrostla na 46 stavení a 266 obyvatel, z toho 259 německojazyčných. České jméno obec dostala podle potoka Houžná, jehož jméno je doloženo již v 16. století. V Houžné se dochoval zajímavý dům čp. 34, zvaný Trewanihaus. Název mu dal jeho italský obyvatel Trewani, který zde vyráběl dřívka pro zápalky. Později zde sídlila malírna skla pro lenorskou sklárnu. V letech 1938 až 1945 byla Houžná (v důsledku uzavření Mnichovské dohody) přičleněna k nacistickému Německu.

## Obyvatelstvo
| Rok            | 1869 | 1880 | 1890 | 1900 | 1910 | 1921 | 1930 | 1950 | 1961 | 1970 | 1980 | 1991 | 2001 | 2011 | 2021 |
| -------------- | ---- | ---- | ---- | ---- | ---- | ---- | ---- | ---- | ---- | ---- | ---- | ---- | ---- | ---- | ---- |
| Počet obyvatel | 243  | 252  | 279  | 272  | 266  | 320  | 346  | 85   | 96   | 79   | 62   | 43   | 47   | 41   | 46   |
| Počet domů     | 32   | 36   | 40   | 44   | 46   | 47   | 54   | 59   | 59   | 19   | 14   | 22   | 23   | 25   | 25   |

## Obecní správa
Při sčítání lidu v letech 1850–1949 Houžná byla osadou obce Řasnice v okrese Prachatice. Od roku 1950 je částí obce Lenora v okrese Prachatice.

## Doprava
Přes Houžnou vede silnice I/39, která v Nové Houžné navazuje na silnici I/4 vedoucí z Prahy do Německa (směr Pasov).